# Pierre-Antoine Dupont de l’Étang

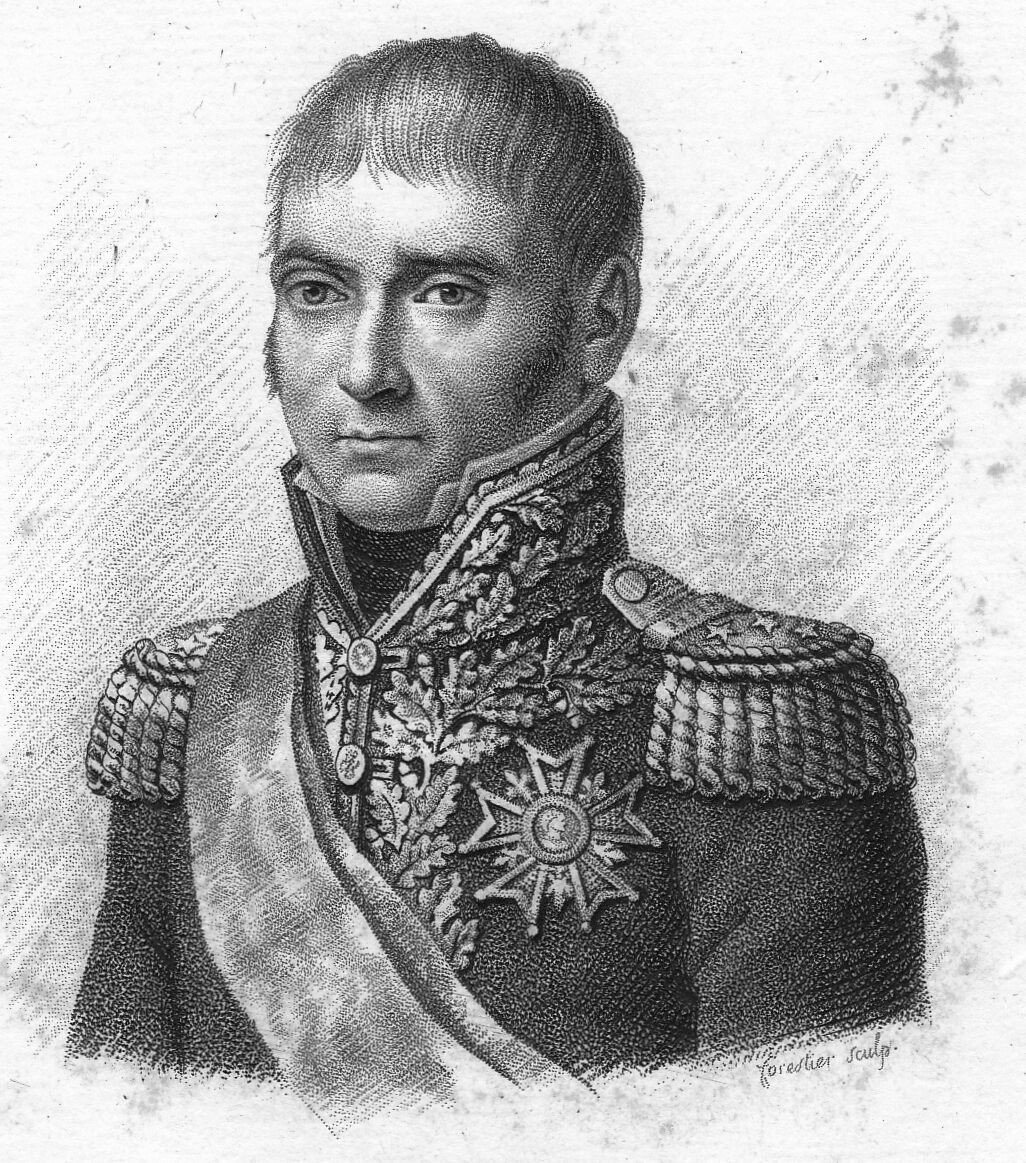
Pierre-Antoine Dupont de l’Étang

Pierre-Antoine, książę Dupont de l’Étang (ur. 4 lipca 1765 w Chabanais, zm. 9 marca 1840 w Paryżu) – francuski generał i (przez krótki czas) minister wojny.

## Życiorys
W latach 1784–1787 służył w armii Zjednoczonych Prowincji, w armii francuskiej od roku 1791, został przydzielony do sztabu Armii Północy. Wyróżnił się w bitwie pod Valmy, a w roku 1793 w bitwie pod Menin zmusił do kapitulacji cały austriacki pułk. W roku 1795 został generałem brygady, a w roku 1797 generałem dywizji. Poparł zamach stanu 18 brumaire’a i w roku 1800 był szefem sztabu Berthiera, walczył pod fortem Bard i w bitwie pod Marengo, a następnie pokonał przeważające siły austriackie w bitwie pod Pozzolo. Za zasługi w tej kampanii spotkał go honor podpisywania z Melasem rozejmu w Alessandrii. W roku 1805 dowodził dywizją w korpusie Neya. 11 października na czele 6 tys. ludzi zaatakował 20 tys. zgrupowanie wojsk Macka pod Haslach, ten zaś przekonany, że zetknął się z głównymi siłami Francuzów wycofał się, tracąc 4 tys. ludzi. W ten sposób walnie przyczynił się do okrążenia Austriaków pod Ulm. 11 listopada tego samego roku, przybywając na pomoc okrążonej przez Kutuzowa pod Dürnstein dywizji Gazana uratował ją od zagłady. W latach 1806 i 1807 w korpusie Bernadotte'a wziął udział w I wojnie polskiej. Odniósł zwycięstwo pod Braniewem w dniu 26 lutego 1807 r. gdy na czele swojej dywizji wzmocnionej 3 pułkami lekkiej kawalerii, atakując  dwoma kolumnami odbił miasto i rozbił zgrupowanie pruskiego generała von Plötza, kończąc kampanię zimową w Prusach.. Gdy w dniu 6 czerwca 1807 r. podczas bitwy o Spędy marszałek Bernadotte odniósł ranę, natychmiast powierzył dowództwo korpusu generałowi Dupont, jednak Napoleon rychło mianował na to miejsce generała Victora. Wyróżnił się pod Frydlandem, gdzie wieczorem na czele swojej dywizji pokonał rosyjską gwardię, a następnie po przekroczeniu brodu zaatakował lewą flankę rosyjskiego centrum. Uznany za „bohatera dnia”, w nagrodę za swoją postawę Dupont został kawalerem Legii Honorowej i od tego momentu był uważany za człowieka, którego awans na marszałka jest tylko kwestią czasu. W roku 1808 Napoleon postawił go na czele samodzielnego korpusu i wysłał do Hiszpanii. Po zdobyciu Madrytu Dupont otrzymał od cesarza tytuł księcia, po czym został wysłany do Andaluzji. Dupont złupił tam Kordowę, a następnie w obliczu powszechnego antyfrancuskiego powstania nie mógł się zdecydować ani na porzucenie wozów taborowych z łupami, ani na energiczne działania, i ostatecznie, nie wykorzystując wszystkich szans przebicia się przez pierścień wojsk Castañosa 22 lipca kapitulował pod Bailén. Wbrew postanowieniom zawartej wówczas konwencji żołnierze Duponta nie zostali odesłani do Francji, ale umieszczeni na pontonach w Kadyksie, gdzie wielu z nich zmarło. Sam Dupont wrócił do Francji i został osadzony w więzieniu oraz pozbawiony swoich tytułów, w roku 1809 zwolniony, w roku 1812 zdegradowany i umieszczony w forcie Joux, a potem w cytadeli w Doullens. Po powrocie Burbonów przeszedł natychmiast na ich stronę i od maja do grudnia w roku 1814 był ministrem wojny. Próbował organizować opór przeciw Napoleonowi wracającemu z Elby, po jego zwycięstwie został ponownie zdegradowany. Po ostatecznym upadku Napoleona był m.in. ministrem stanu i członkiem prywatnej rady królewskiej, a w latach 1815–1830 deputowanym z Charente. W roku 1832 odsunął się w zacisze domowe, opublikował książkę o sztuce wojennej oraz zbiory listów z kampanii w Austrii i Hiszpanii.